# 1924
Het jaar 1924 is een jaartal volgens de christelijke jaartelling.

## Gebeurtenissen
januari
- 7 - Oprichting van de Féderation Internationale de Hockey (FIH), oftewel de overkoepelende wereldhockeybond, op initiatief van de Fransman Paul Léautey.
- 11 - Ter hoogte van Portland in het Kanaal ramt het Britse slagschip Resolution de onderzeeboot HMS L24. De 43 bemanningsleden komen om het leven
- 20 - Schrijfster Carry van Bruggen spreekt voor de microfoon van de Nederlandsche Seintoestellen Fabriek. Daarmee is zij de allereerste die voor de Nederlandse radio een toespraak houdt; daarvoor was alleen muziek uitgezonden.
- 21 - De Sovjet-Russische leider Lenin overlijdt. Vrijwel direct breekt een machtsstrijd uit.
- 22 - Eerste Labour-regering in het Verenigd Koninkrijk komt aan de macht. Eerste minister wordt Ramsay MacDonald.
- 24 - De eerste Nederlandse hoogoven in IJmuiden wordt in productie genomen.
- 25 - De eerste Olympische Winterspelen gaan van start in Chamonix-Mont-Blanc (Franse Alpen). Driehonderd atleten, onder wie dertien vrouwen, strijden in zes sporten, waaronder schansspringen en bobsleeën)
- 26 - Als eerbetoon aan de 5 dagen eerder overleden Lenin wordt de naam van Sint-Petersburg gewijzigd in Leningrad.
- 27 - De leider van de Wafd-partij, Zaghloel Pasja, wordt premier van Egypte.

februari
- 1 - De Britse regering erkent de Sovjet-Unie
- 3 - Canada verslaat de Verenigde Staten met 6-1 in de finale van het olympisch ijshockeytoernooi in Chamonix-Mont-Blanc, en verlengt daarmee tevens de wereldtitel.
- 14 - De Amerikaanse Computing Tabulating Recording Corp. verandert haar naam in International Business Machines Corp.. Kerntaak wordt de productie van rekenmachines.
- 17 - Johnny Weissmuller verbetert in Miami zijn eigen wereldrecord op de 100 meter vrije slag tot 57,4.
- 20 - De Wolga-Duitse Autonome Socialistische Sovjetrepubliek krijgt de status van autonome socialistische sovjetrepubliek door de verklaring van het Heel-Russisch Centraal Uitvoerend Comité.
- 22 - De Rijksbanier Zwart-Rood-Goud wordt opgericht door leden van de Sociaaldemocratische Partij van Duitsland (Sozialdemokratische Partei Deutschlands), de Duitse Centrumpartij (Deutsche Zentrumspartei), de Duitse Democratische Partij (Deutsche Demokratische Partei) en van enkele vakbonden. Doel van de Rijksbanier is een tegenwicht te vormen voor de rechtse, antirepublikeinse en ook antidemocratische organisaties als de Stahlhelm, de SA, maar ook als tegenwicht voor de extreemlinkse, door de Communistische Partij van Duitsland gedomineerde Rote Frontkämpferbund.

maart
- 3 - In het revolutionaire Turkije wordt het kalifaat afgeschaft. De laatste kalief en alle leden van het Osmaanse Huis moeten het land verlaten. Instelling van Diyanet, de autoriteit van religieuze zaken.
- 4 - Experimentele radio-uitzending door Johannes de Heer en de Nederlandsche Seintoestellen Fabriek. Diakonessen uit Hilversum zingen geestelijke liederen.
- 8 - In Utah vinden 173 mensen de dood bij een mijnramp in Castle Gate bij Salt Lake City.
- 25 - Oud-premier Venizelos roept de republiek Griekenland uit.
- 30 - Het Concertgebouworkest is voor het eerst te beluisteren op de radio, op de Hilversumse zender van de Nederlandsche Seintoestellen Fabriek.

april
- 1 - In de Weimarrepubliek wordt Adolf Hitler veroordeeld tot een 5-jarige gevangenisstraf voor zijn leidende rol in de Bierkellerputsch van november 1923. Hij hoeft echter maar 9 maanden uit te zitten.
- 13 - De Griekse bevolking keurt bij referendum de uitroeping van de republiek goed.
- 17 - De Volkenbond staat Polen toe een militair depot in te richten op de Westerplatte bij Danzig. In 1939 zal nazi-Duitsland zijn aanval op Polen beginnen met beschieting van dit depot door het slagschip Schleswig-Holstein.
- 23 - Opening van de British Empire Exhibition in het Londense Wembley Park.
- 24 - In Denemarken treedt een sociaaldemocratisch minderheidskabinet aan onder Thorvald Stauning. Nina Bang wordt minister van onderwijs. Denemarken heeft daarmee de primeur van de eerste vrouwelijke minister ter wereld.

mei
- De Militaire Academie van Whampoa wordt officieel geopend. Ze is met steun van de Sovjet-Unie opgericht door de Kwomintang en de Communistische Partij van China.
- 4 - In Parijs opent de Franse president Gaston Doumergue de 8e Olympische Spelen
- 11 - Nederland viert voor het eerst Moederdag. De Koninklijke Maatschappij voor Tuinbouw en Plantkunde heeft deze dag geïntroduceerd met gerichte campagnes, met het oogmerk hiermee de bloemenverkoop in Nederland te stimuleren.
- 21 - De Amerikaanse studenten Nathan Leopold en Richard Loeb vermoorden de 14-jarige Bobby Franks, met de kennelijke bedoeling de "perfecte misdaad" te plegen.
- 31 - China knoopt diplomatieke betrekkingen aan met de Sovjet-Unie.

juni
- 1 - Mislukte moordaanslag op de Oostenrijkse bondskanselier Ignaz Seipel.
- 2 - Het Amerikaanse Congres neemt de Snyder Act aan, waarbij Native Americans staatsburgerschap van de USA krijgen.
- 2 - Stichting van de Tjoklat chocoladefabriek in Amsterdam.
- 4 - De tienmiljoenste Ford komt uit de fabriek rollen. De Model T zal een tournee dwars door de VS maken langs de Lincoln Highway.
- 8 of 9 - De bergbeklimmers George Mallory en Andrew Irvine komen om het leven bij het beklimmen van de Mount Everest.
- 10 - De Italiaanse politicus Giacomo Matteotti door fascisten in Rome ontvoerd en vermoord
- 11 - Heftige onlusten in Teheran tegen de Bahai, die er door shi'itische mullah's van worden beticht, een heilige fontein geen eer te hebben bewezen.
- 30 - In Jeruzalem wordt in opdracht van de Hagana de dichter en zionist Jacob Israël de Haan vermoord.
- juni - Rudolf Steiner introduceert in zijn landbouwcursus, een serie van acht lezingen te Koberwitz, de biologisch-dynamische landbouw.

juli
- 18 - Ramp van Arnemuiden. Vier vissersschepen vergaan. 15 doden. Op de Zuiderzee vergaat een tjalk, 8 doden.
- 18 - De plaatsvervangend consul van de Verenigde Staten in Teheran, Robert Imbrie, wordt gelyncht omdat hij volgens de mullah's een heilige fontein heeft vergiftigd.
- 20 - Als eerste Italiaan wint Ottavio Bottecchia de Ronde van Frankrijk.
- 22 tot 27 - Het 27e Internationaal Eucharistisch Congres wordt te Amsterdam gehouden onder voorzitterschap van kardinaal Van Rossum.
- 23 - Opening van Burgers' Natuurdierenpark in Arnhem. De nieuwe dierentuin is ingericht volgens de methode-Hagenbeck: geen getraliede kooien maar rotsachtige eilandjes voor de dieren.
- 24 - Bloedbad van Napalpí: Argentijnse politiemensen vermoorden 200 tot 500 Toba die protesteren tegen de aan slavernij grenzende omstandigheden waaronder ze moeten leven.
- 31 - De Amsteldiepdijk komt gereed, waardoor Wieringen niet langer een eiland is.

augustus
- 1 - Minister van Financiën Colijn voert een rijwielbelasting in. Vrijwel elke fietser moet voor drie gulden een fietsplaatje kopen dat aan de fiets bevestigd moet worden.
- 8 - Die Freundin, een van de eerste lesbische tijdschriften, wordt in de Weimarrepubliek opgericht.
- 30 - In de Republiek van Weimar wordt een muntwet aangenomen om aan de hyperinflatie een einde te maken. De nieuwe valuta wordt de Reichsmark die een waarde heeft van een miljard oude papiermarken.

september
- 20 - De door hyperinflatie uitgeholde Oostenrijkse kroon wordt vervangen door de Schilling. De omwisselkoers is 10.000 Kronen tegen 1 Schilling.
- 20 - Duitsland stapt over van Gotisch op Latijns schrift.
- 25 - De hervormde kerk van Burgh en de toren gaan in vlammen op tijdens onachtzaamheid bij loodgieterswerkzaamheden als een loodgieter tijdens de pauze zijn brander op het dak achterlaat. De preekstoel, orgel en het volledige interieur gaan verloren.

- 28 - Twee omgebouwde bommenwerpers (uit een groep van 4 die op 7 april vertrokken is), landen in Seattle en voltooien daarmee de eerste vlucht rond de wereld.

oktober
- 1 - De H-NACC, een Fokker F.VII, vertrekt met als vliegenier Jan van der Hoop van Schiphol voor de Eerste KLM vlucht naar Nederlands-Indië.
- De regerende Labour-partij verliest in de algemene verkiezingen in het Verenigd Koninkrijk.
- 12 - Oprichting van de Colombiaanse voetbalbond, de Federación Colombiana de Fútbol.
- 30 - Op het eerste internationale wereldspaarbankcongres in Milaan wordt de wereldspaardag ingesteld om het sparen te promoten.

november
- 4 - Calvin Coolidge wordt herkozen als president van de Verenigde Staten, nadat hij een jaar geleden president is geworden door het overlijden van Warren G. Harding.
- 10 - De Ierse bendeleider Dean O'Banion wordt in Chicago geliquideerd door de Maffia, waarmee een bendeoorlog begint.
- 15 - Oprichting van de Nederlandse Christelijke Radio Vereniging.
- 21 - Het eerste nummer van het Nederlandse mannenblad De Lach verschijnt en kost een dubbeltje.
- 24 - De eerste vlucht van KLM naar Nederlands-Indië arriveert in Batavia; de eerste Nederlandse intercontinentale vlucht is een feit.

december
- 20 - In de Weimarrepubliek wordt Adolf Hitler vrijgelaten uit de Landsberg-gevangenis na 9 maanden gevangengezeten te hebben voor zijn leidende rol in de Bierkellerputsch van 1923.
- 28 - TIGR, de eerste illegale gewapende verzetsorganisatie tegen het fascisme in Europa wordt opgericht in de havenstad Triëst.
- 30 - Bewijs van Edwin Hubble voor het bestaan van sterrenstelsels buiten de melkweg.
- Op kerstmis wordt het eerste textiel verkocht onder de naam Celanese als concurrent voor zijde.

zonder datum
- Ras Tafari (de latere keizer Haile Selassie) maakt een rondreis door Europa.
- Oprichting van de Nationale Belgische Liga tegen Kanker, onder bescherming van koningin Elizabeth.
- In België wordt een verplichte pensioenverzekering ingesteld voor alle arbeiders.

## Video's
- Bioscoopjournaal uit 1924 over werkzaamheden in het kader van de Zuiderzeewerken te Wieringen.
- Brand bij de Petroleum- en Asfaltfabriek te Vlissingen (1924).
- Bioscoopjournaal uit november 1924 over het langzaam verdwijnen van windmolens en het molenaarsvak.
- Bioscoopjournaal uit augustus 1924 met beelden van wedstrijden van de Koninklijke Nederlandsche Zeil- en Roeivereeniging te Amsterdam.
- Bioscoopjournaal uit januari 1924. Wedstrijd schoonrijden ter gelegenheid van het 50-jarig bestaan van de IJsclub Wormerveer.
- Bioscoopjournaal uit november 1924. Verslag van de (regionale) wedstrijd Zuid-Nederland tegen Luxemburg op een voetbalveld in Eindhoven.
- Bioscoopjournaal uit maart 1924. Openbare verkoping van de inboedel van de voormalige kroonprins Wilhelm (1882-1951), die na de Eerste Wereldoorlog op Wieringen werd geïnterneerd en in november 1923 terugkeerde naar Duitsland, nadat hij afstand had gedaan van zijn rechten.

## Muziek
- De Fin Jean Sibelius componeert zijn Symfonie nr. 7, opus 105
- Ma Rainey neemt het nummer See See Rider op.
- Robert Coleman voorziet het kinderliedje "Goodmorning to all"van een nieuwe tekst:"Happy birthday to you".

Premières
- 7 januari: eerste uitvoering van Symfonie nr. 2 van Eyvind Alnæs
- 6 februari: eerste uitvoering van Madrigal aux muses van Albert Roussel
- 12 februari - Het orkest van Paul Whiteman speelt de door George Gershwin gecomponeerde Rhapsody in Blue.
- 16 maart: eerste uitvoering van Symfonie nr. 2 van en door Johan Halvorsen
- 6 juni: eerste uitvoering van Erwartung van Arnold Schönberg
- 26 juli: eerste uitvoering van Pageant of empire van Edward Elgar
- 13 september: eerste uitvoering van Blaaskwintet van Arnold Schönberg
- 15 oktober: eerste uitvoering van Ouverture Erasmus Montanus van Knudåge Riisager
- 1 november: eerste uitvoering van Second rhapsody van Ernest John Moeran
- 18 november: eerste uitvoering van Folkeraadetmuziek van Johan Halvorsen
- 20 december: eerste uitvoering van La cena delle beffe van Umberto Giordano
- 26 december: eerste uitvoering van Reisen til julestjernen met muziek van Johan Halvorsen

## Beeldende kunst

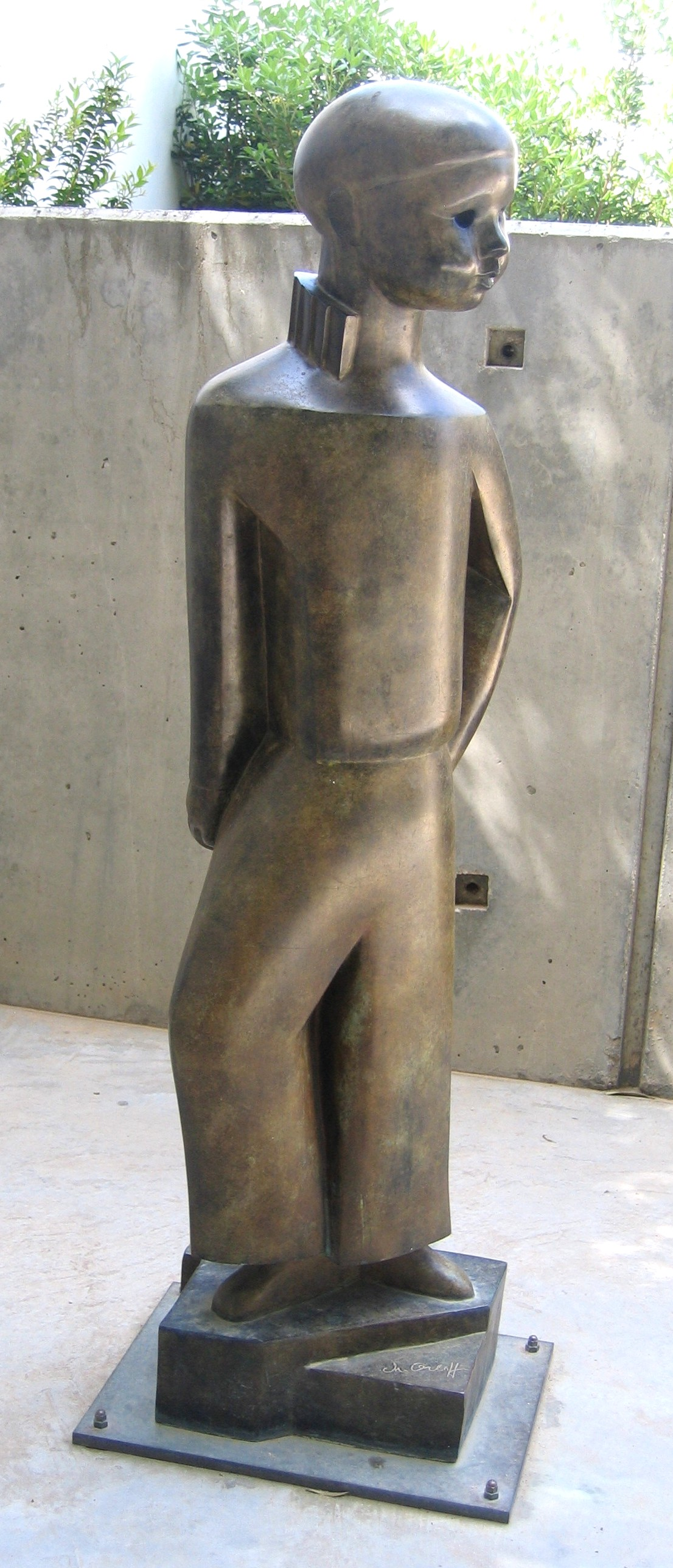
My son (1924) Chana Orloff, The Lola Beer Ebner Sculpture Garden, Tel Aviv
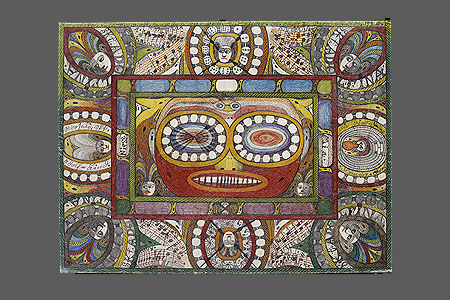
St-Adolf portant des lunettes (1924) Adolf Wölfli Kunstmuseum Bern

## Bouwkunst

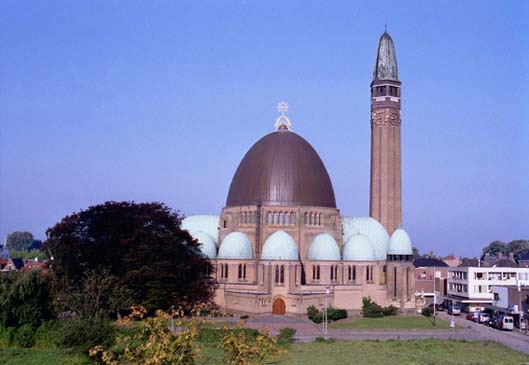
Sint-Janskerk, Waalwijk Hendrik Willem Valk
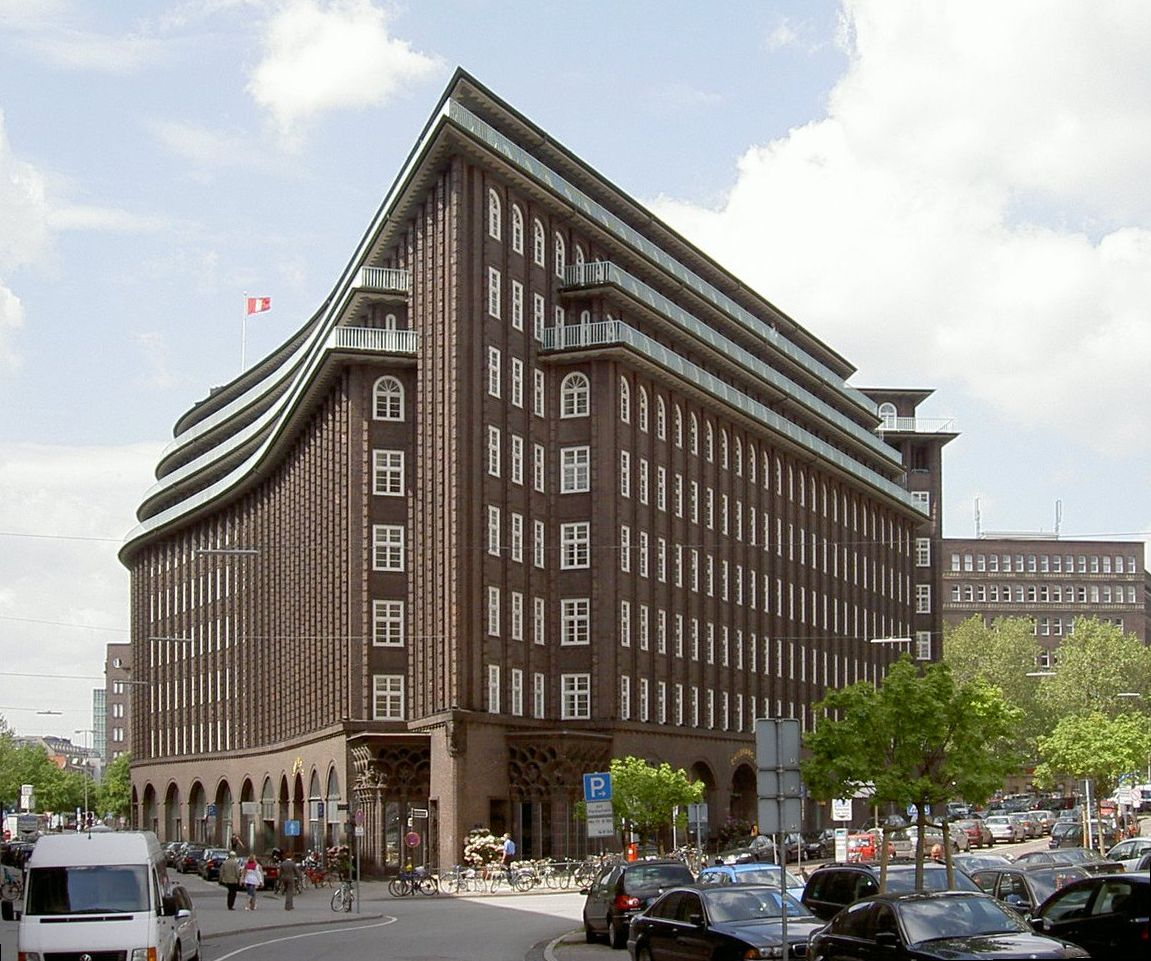
Chilehaus, Hamburg Fritz Höger
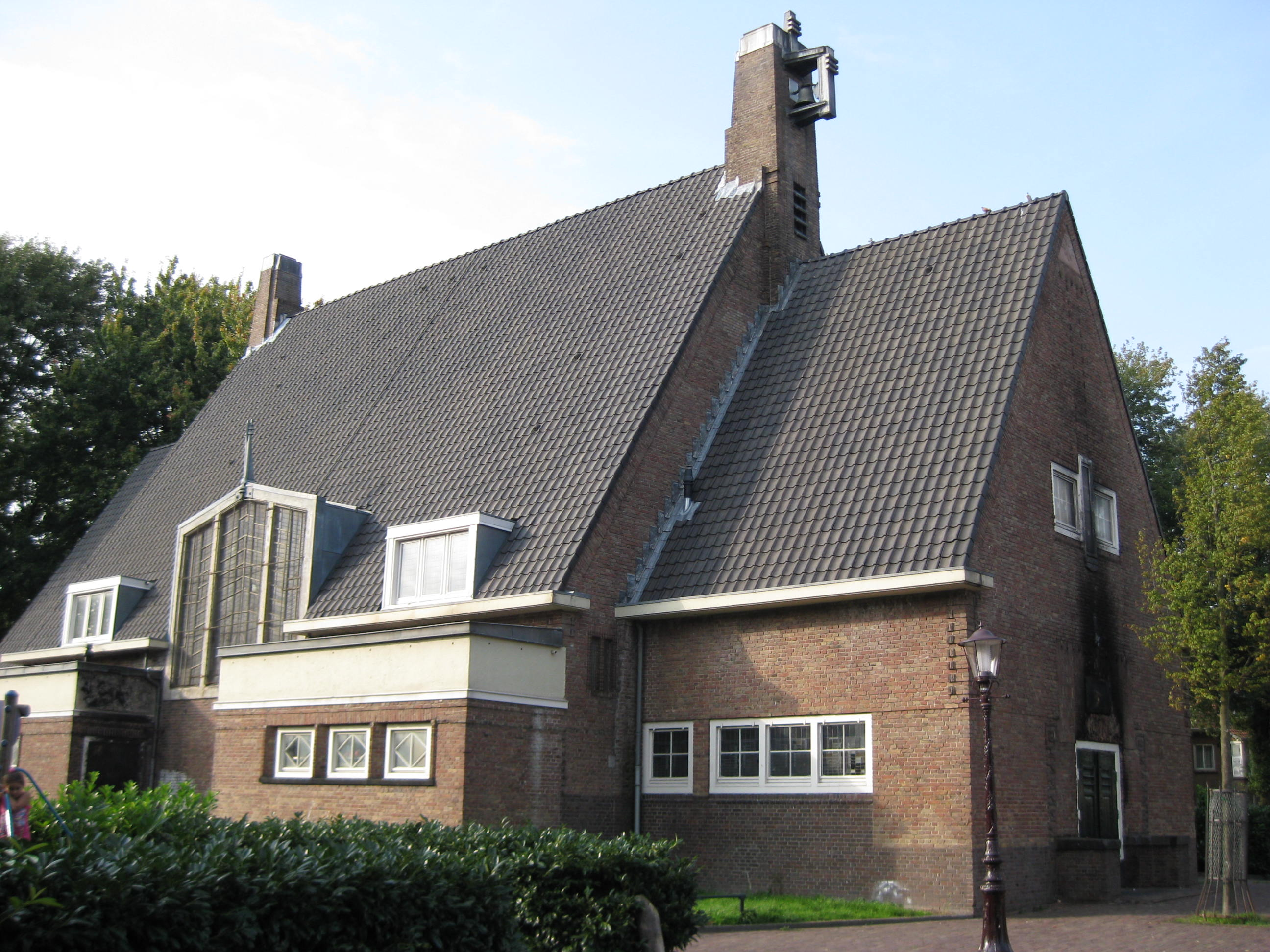
Amsterdamse School, Bethlehemkerk, Amsterdam (1924) A. Moen

## Geboren

### januari

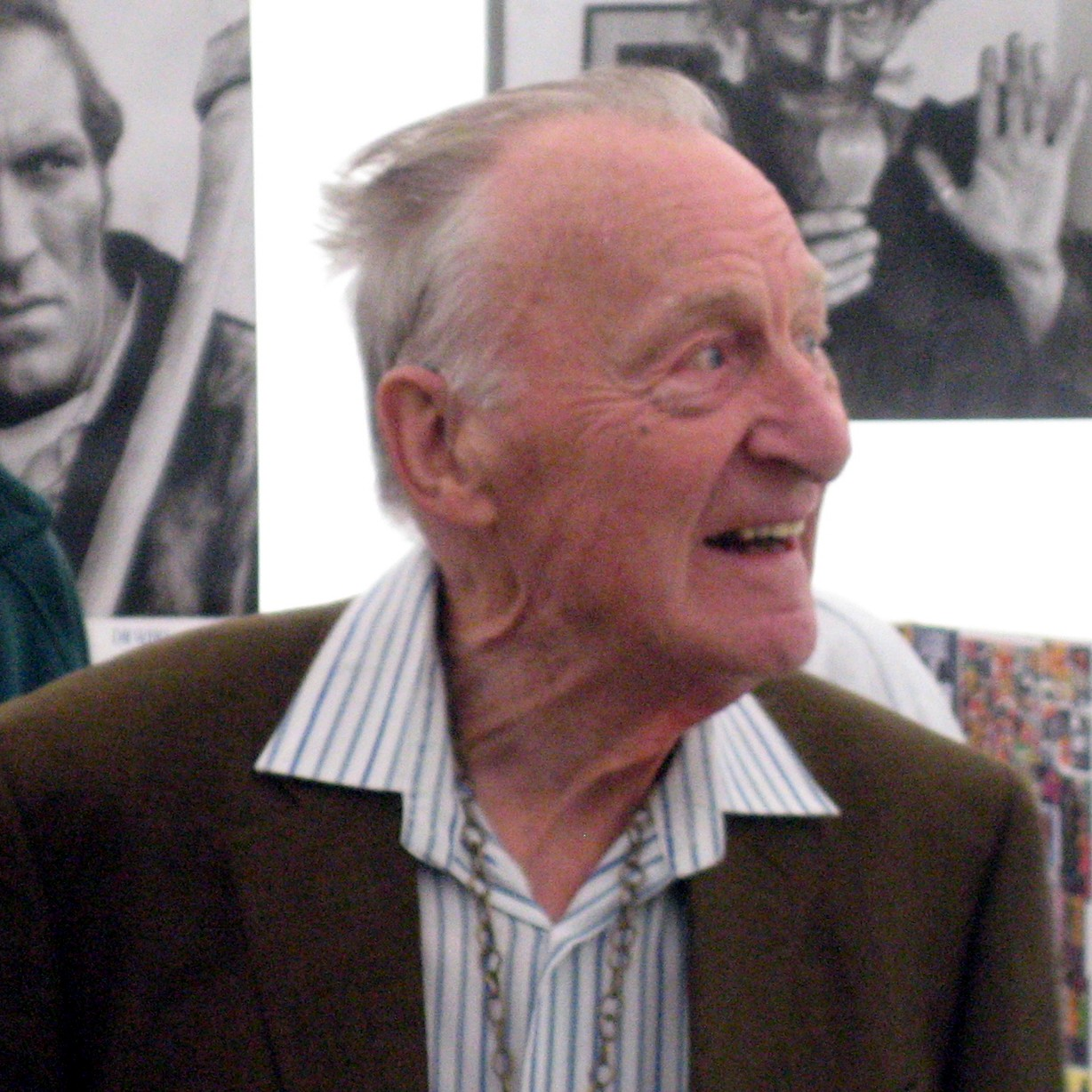
Geoffrey Bayldon bekend als Catweazle
7 januari

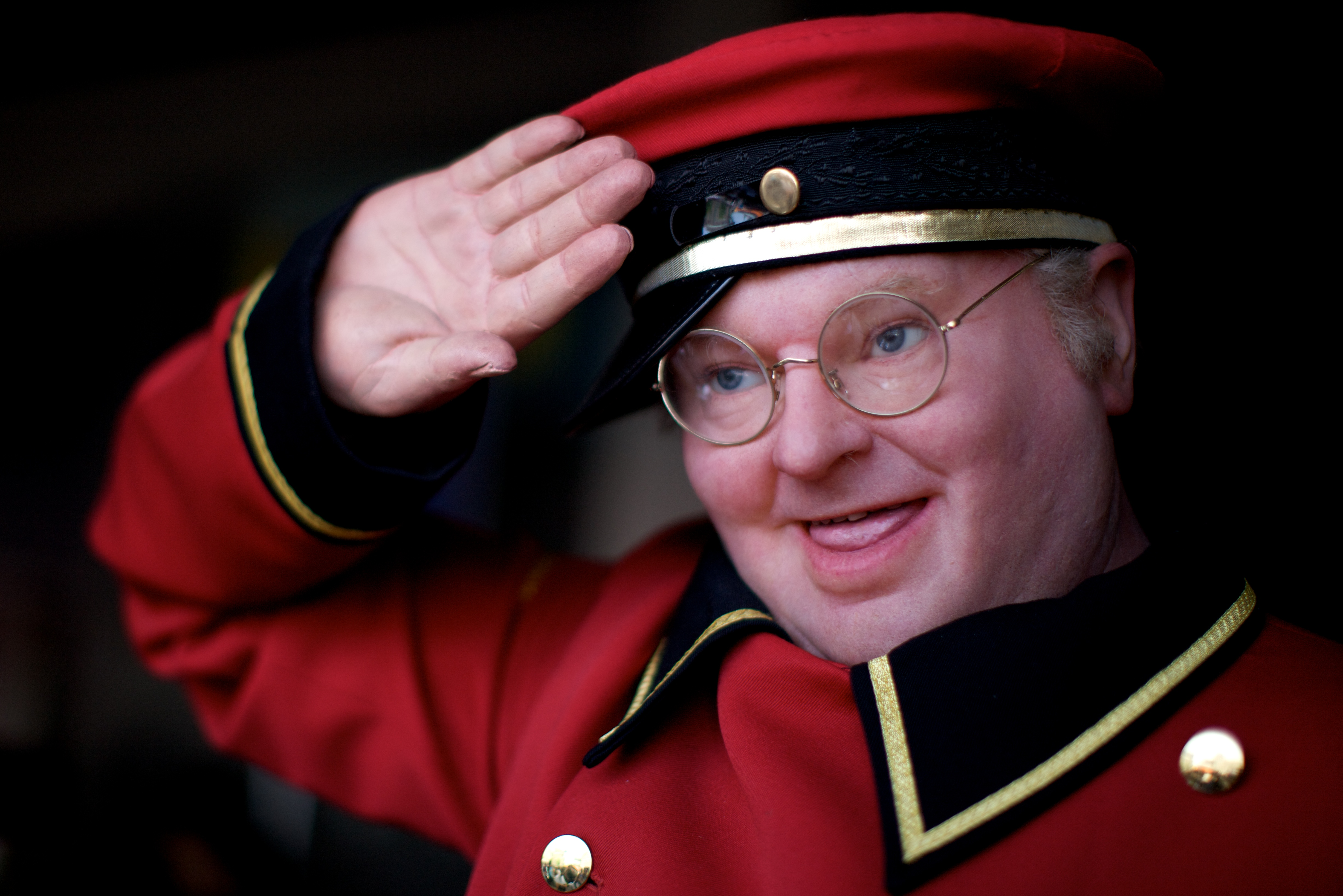
Benny Hill
21 januari

- 1 - Jacques Le Goff, Frans historicus (overleden 2014)
- 1 - Francisco Macías Nguema, Equatoriaal-Guinees president (overleden 1979)
- 1 - Charlie Munger, Amerikaans belegger (overleden 2023)
- 2 - Andreas Rett, Oostenrijks medicus (overleden 1997)
- 3 - André Franquin, Belgisch striptekenaar (Robbedoes, Guust) (overleden 1997)
- 3 - Mieke Steensma, Nederlandse verzetsstrijdster (overleden 2014)
- 4 - Walter Ris, Amerikaans zwemmer (overleden 1989)
- 4 - Marianne Werner, Duits atlete (overleden 2023)
- 5 - Frans Verpoorten, Nederlands schilder, beeldhouwer en graficus (overleden 1997)
- 5 - Beatrice Winde, Amerikaans actrice (overleden 2004)
- 6 - Dick Rathmann, Amerikaans autocoureur (overleden 2000)
- 6 - Earl Scruggs, Amerikaans musicus (overleden 2012)
- 7 - Geoffrey Bayldon, Brits acteur (overleden 2017)
- 8 - Ron Moody, Brits acteur (overleden 2015)
- 9 - Mary Kaye, Amerikaans gitarist (overleden 2007)
- 9 - Sergej Paradzjanov, Russisch-Armeens filmregisseur en kunstenaar (overleden 1990)
- 10 - Earl Bakken, Amerikaans ondernemer en uitvinder (overleden 2018)
- 10 - Max Roach, Amerikaans jazzdrummer (overleden 2007)
- 11 - Roger Guillemin Frans-Amerikaans endocrinoloog en Nobelprijswinnaar (overleden 2024)
- 11 - Jack Parry, Welsh voetballer (overleden 2010)
- 11 - Slim Harpo, artiestennaam van James Moore, Amerikaans blueszanger en -muzikant (overleden 1970)
- 12 - Olivier Gendebien, Belgisch autocoureur (overleden 1998)
- 13 - Paul Feyerabend, Oostenrijks filosoof (overleden 1994)
- 13 - Roland Petit, Frans choreograaf (overleden 2011)
- 13 - Lillian Rubin, Amerikaans sociologe en schrijfster (overleden 2014)
- 14 - Luis Santos, Filipijns politicus (overleden 2011)
- 15 - Georg Ratzinger, Duits priester en kerkmusicus, broer van paus Benedictus XVI (overleden 2020)
- 17 - John Riseley-Prichard, Brits autocoureur (overleden 1993)
- 17 - Rik De Saedeleer, Belgisch voetballer en sportverslaggever (overleden 2013)
- 19 - Willy Courteaux, Belgisch journalist en vertaler (overleden 2017)
- 19 - Jean-François Revel, Frans filosoof, journalist en dichter (overleden 2006)
- 20 - Yvonne Loriod, Frans pianiste (overleden 2010)
- 21 - Benny Hill, Engels komiek (overleden 1992)
- 21 - Leonie Overgoor, Nederlands verzetsstrijdster in de Tweede Wereldoorlog (overleden 2006)
- 23 - Frank Lautenberg, Amerikaans politicus (overleden 2013)
- 24 - Dick de Zeeuw, Nederlands landbouwkundige en politicus (overleden 2009)
- 26 - Stanisław Szymecki, Pools (aarts)bisschop (overleden 2023)
- 26 - Albert Vermeij, Nederlands politiefunctionaris (overleden 2002)
- 27 - Rauf Denktaş, Turks-Cypriotisch politicus (overleden 2012)
- 28 - Vadim Sidoer, Russisch beeldhouwer en graficus (overleden 1986)
- 30 - Lloyd Alexander, Amerikaans (kinderboeken)schrijver (overleden 2007)
- 30 - Dorothy Malone, Amerikaans actrice (overleden 2018)
- 31 - John Lukacs, Hongaars-Amerikaans historicus (overleden 2019)

### februari

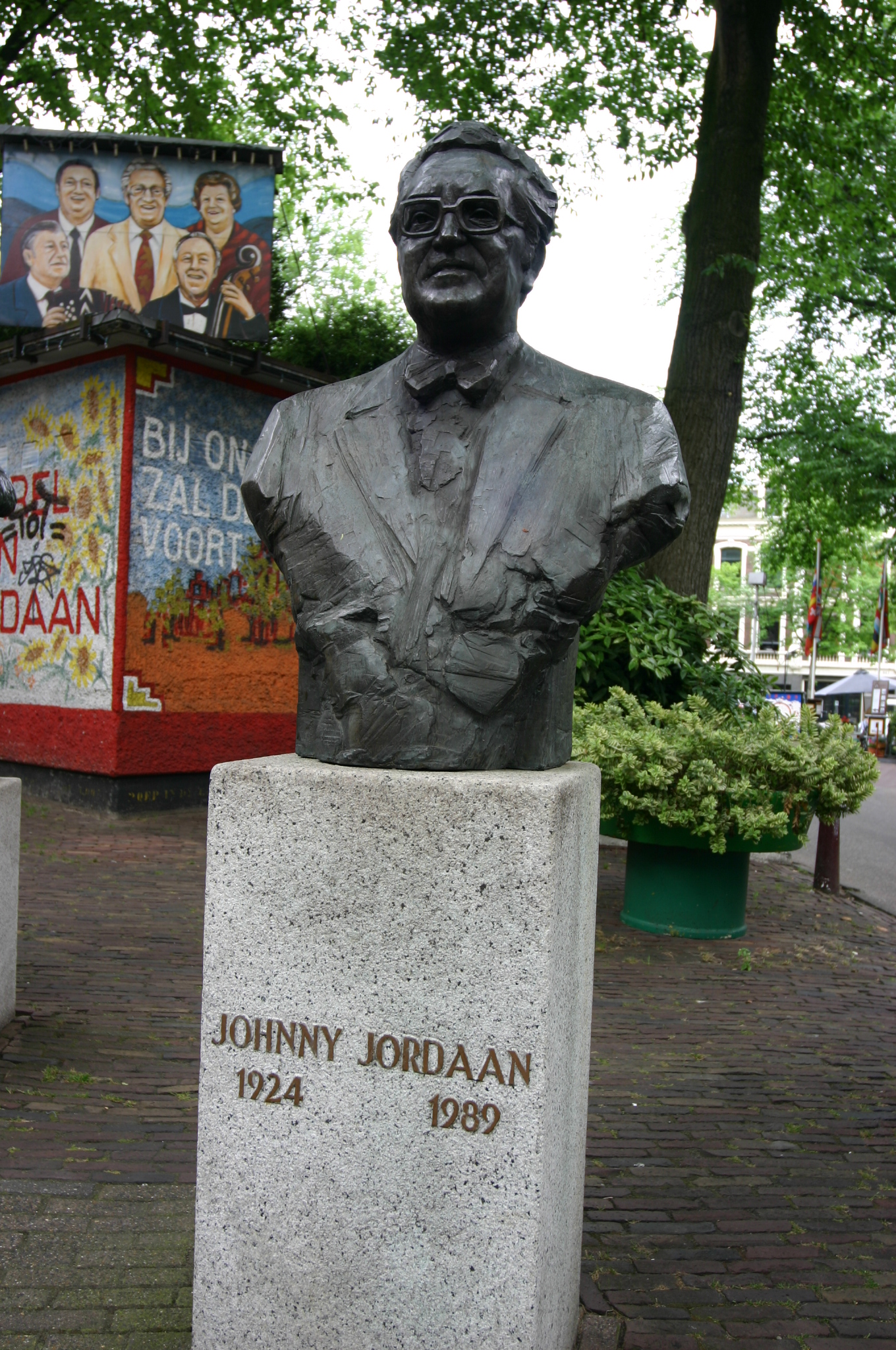
Johnny Jordaan
7 februari

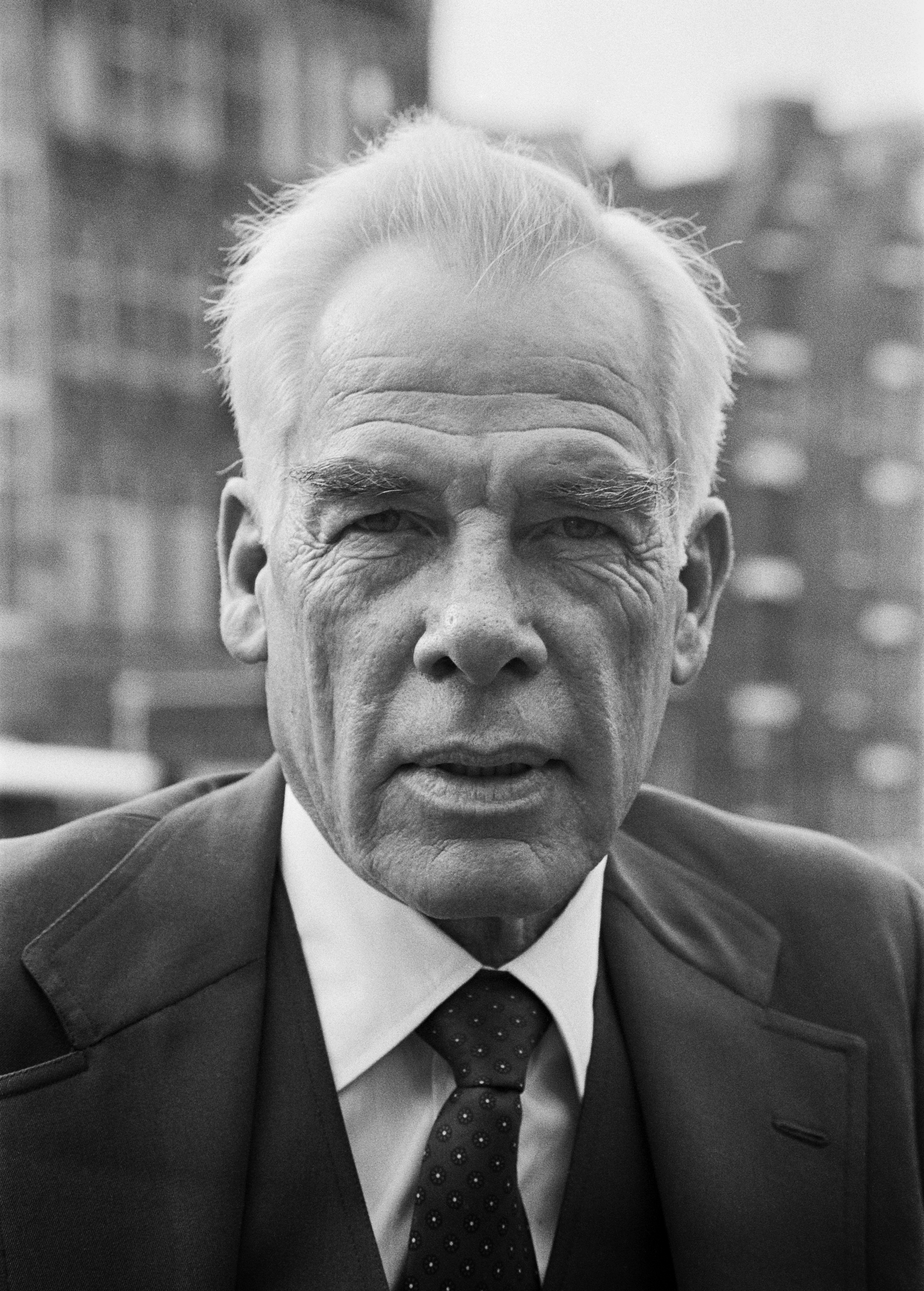
Lee Marvin
19 februari

- 2 - Tine Balder, Vlaams actrice (overleden 2021)
- 4 - Karl Adam, Duits voetballer (overleden 1999)
- 6 - Sammy Nestico, Amerikaans jazzmusicus en -componist (overleden 2021)
- 6 - Chuck Parsons, Amerikaans autocoureur (overleden 1999)
- 6 - Billy Wright, Engels voetballer (overleden 1997)
- 7 - Johnny Jordaan, Nederlands zanger (overleden 1989)
- 7 - Wim Wesselink, Nederlands politicus (overleden 2017)
- 8 - Charles Coste, Frans wielrenner
- 8 - Khamtai Siphandon, Laotiaans politicus; president (1998-2006) (overleden 2025)
- 10 - Anton Heyboer, Nederlands schilder (overleden 2005)
- 10 - Gabriëlla Moortgat, Belgisch onderneemster (overleden 2012)
- 10 - Leo Morpurgo, Surinaams journalist en hoofdredacteur (overleden 2013)
- 11 - Pinga, Braziliaans voetballer (overleden 1996)
- 13 - Jean-Jacques Servan-Schreiber, Frans journalist, publicist en politicus (overleden 2006)
- 14 - Juan Ponce Enrile, Filipijns politicus
- 15 - Jan Andries de Nooij, Nederlands verzetsstrijder (overleden 2016)
- 15 - Helmut Oberlander, Sovjet-Duits holocaustpleger (overleden 2021)
- 19 - David Bronstein, Oekraïens schaker (overleden 2006)
- 19 - Nico van Hasselt, Nederlands verzetsstrijder en arts (overleden 2018)
- 19 - Lee Marvin, Amerikaans acteur (overleden 1987)
- 19 - Karel Prior, Nederlands presentator (overleden 1997)
- 20 - Gloria Vanderbilt, Amerikaans kledingontwerpster (overleden 2019)
- 21 - Robert Mugabe, president van Zimbabwe (overleden 2019)
- 22 - Olga Rodenko, Nederlands psychoterapeute en schrijfster
- 23 - Anatoli Basjasjkin, Sovjet-voetballer (overleden 2002)
- 23 - Alexander Kerst, Oostenrijks acteur (overleden 2010)
- 24 - Remi De Roo, Canadees r.k. bisschop (overleden 2022)
- 25 - Chuck Leighton, Amerikaans autocoureur (overleden 2003)
- 26 - Jan Schubart, Nederlands bokser (overleden 2010)
- 26 - Silvio Varviso, Zwitsers dirigent (overleden 2006)
- 29 - Vladimir Krjoetsjkov, Sovjet-Russisch politicus (overleden 2007)
- 29 - Pierre Sinibaldi, Frans voetballer en voetbalcoach (overleden 2012)

### maart

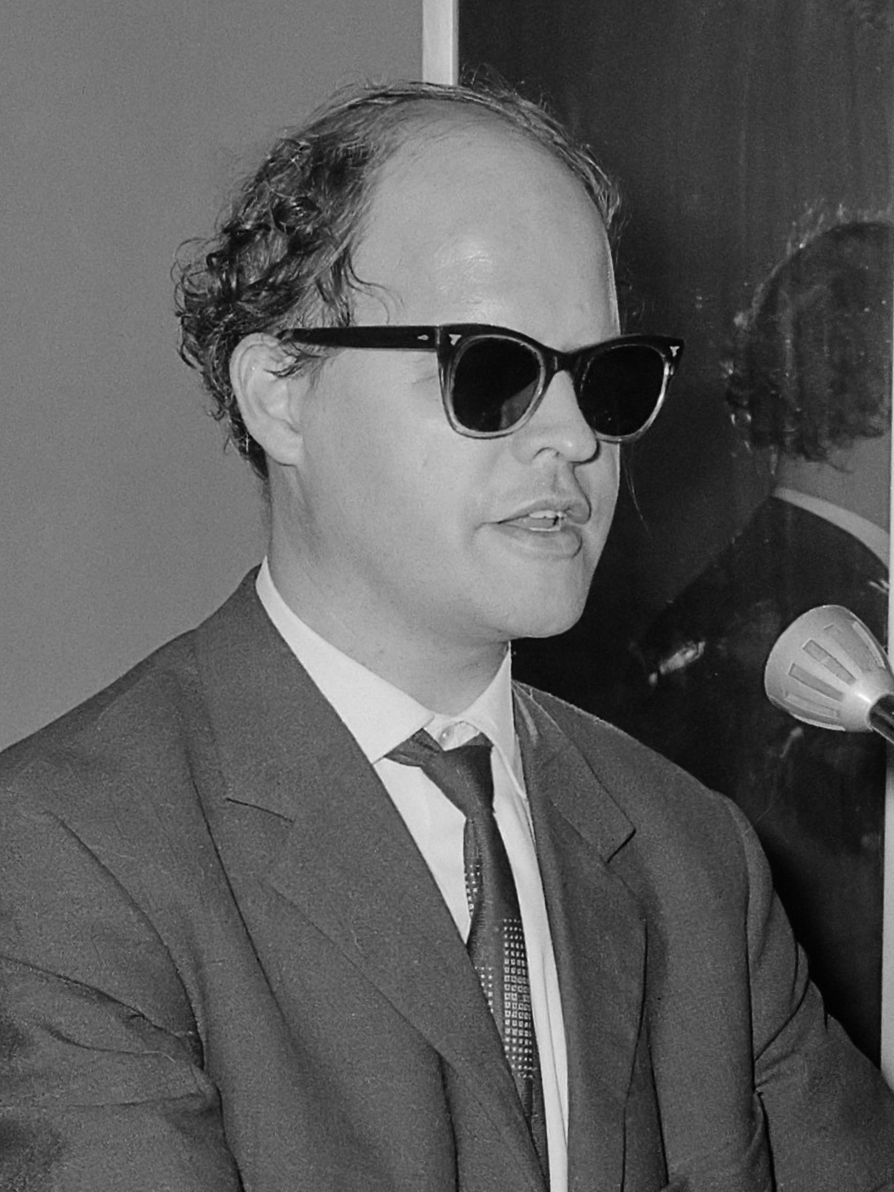
Jules de Corte
29 maart

- 1 - Antonio Ferres, Spaans schrijver en dichter (overleden 2020)
- 1 - Jacques Kopinsky, Nederlands beeldend kunstenaar (overleden 2003)
- 2 - Rik Jansseune, Vlaams illustrator (overleden 1991)
- 2 - Co Westerik, Nederlands schilder (overleden 2018)
- 3 - Lys Assia, Zwitsers zangeres (overleden 2018)
- 6 - Raymond Rosier, Belgisch atleet (overleden 1961)
- 6 - William Webster, Amerikaans topambtenaar en jurist (overleden 2025)
- 7 - Gerrie Welbedacht, Nederlands verzetsstrijder (overleden 2022)
- 9 - Clara Haesaert, Vlaams dichteres (overleden 2018)
- 10 - Roger Vercamer, Belgisch politicus (overleden 1991)
- 11 - Jaap Maarleveld, Nederlands acteur (overleden 2021)
- 11 - Jozef Tomko, Slowaaks kardinaal (overleden 2022)
- 12 - Willem van Zeist, Nederlands archeobotanicus en palynoloog (overleden 2016)
- 14 - Paul Huf, Nederlands fotograaf (overleden 2002)
- 16 - Michael Seifert, Duits-Oekraïens SS'er en concentratiekampbewaker (overleden 2010)
- 16 - Simão, Braziliaans voetballer (overleden)
- 17 - Lies Sluijters, Nederlands atlete (overleden 2010)
- 18 - Frans Babylon, Nederlands dichter (overleden 1968)
- 18 - Alexandre José Maria dos Santos, Mozambikaans kardinaal en aartsbisschop (overleden 2021)
- 19 - Leen Valkenier, Nederlands schrijver, geestelijk vader van De Fabeltjeskrant (overleden 1996)
- 20 - Rik Poot, Belgisch beeldhouwer (overleden 2006)
- 21 - Dov Shilansky, Israëlisch politicus (overleden 2010)
- 25 - Roberts Blossom, Amerikaans acteur en auteur (overleden 2011)
- 27 - Dirk van den Broek, Nederlands ondernemer, oprichter van de gelijknamige supermarktketen (overleden 2020)
- 27 - Sarah Vaughan, Amerikaans jazzzangeres (overleden 1990)
- 28 - Freddie Bartholomew, Brits acteur en kindster (overleden 1992)
- 28 - Birte Christoffersen, Deens-Zweeds schoonspringster
- 29 - Jules de Corte, Nederlands liedjesschrijver, componist, pianist en zanger (overleden 1996)
- 30 - Alan Davidson, Brits diplomaat en cultuurhistoricus op het gebied voeding (overleden 2003)
- 30 - Jacques De Moor, Belgisch atleet
- 30 - Raymond Macherot, Waals-Belgisch striptekenaar (overleden 2008)

### april

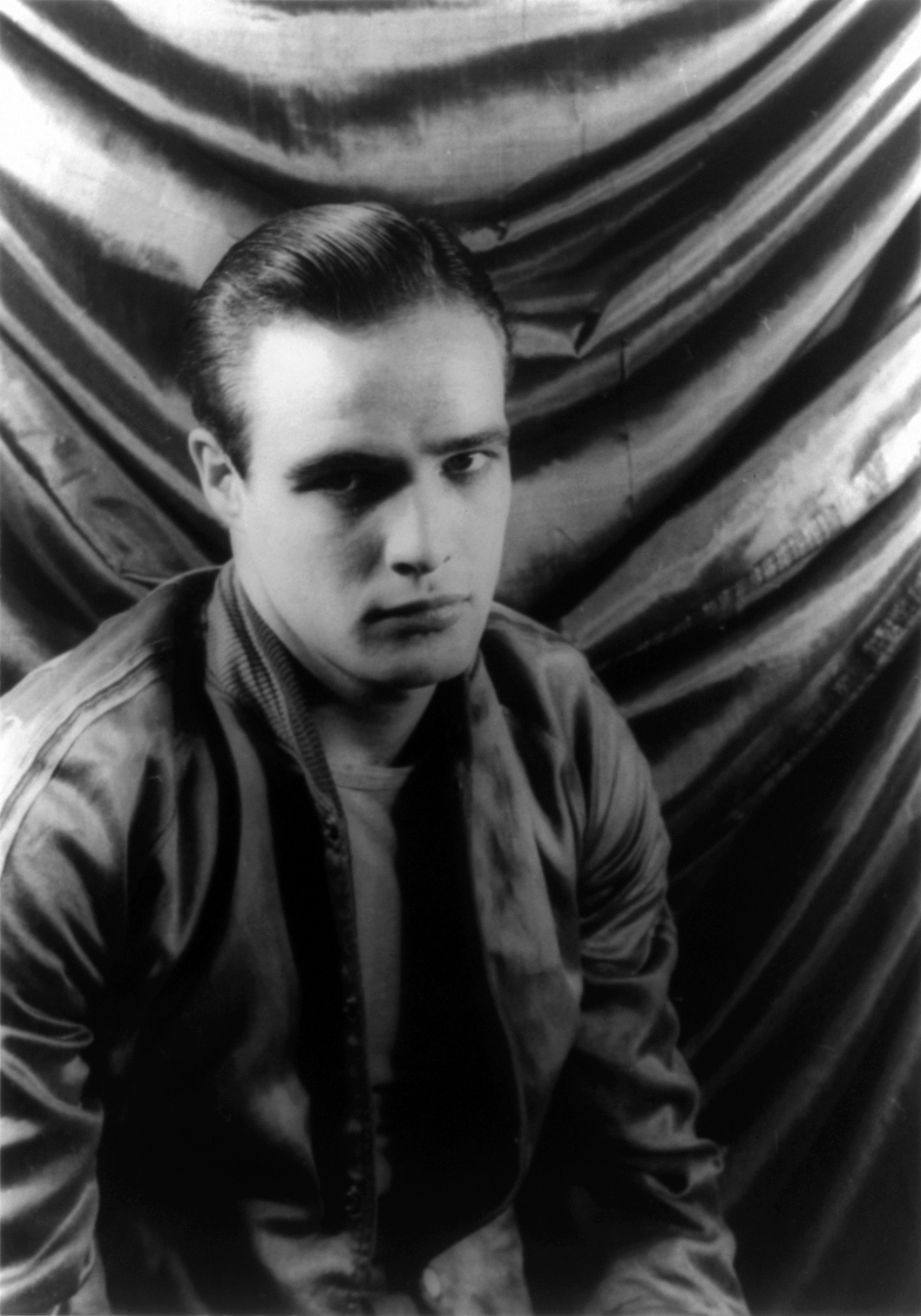
Marlon Brando
3 april

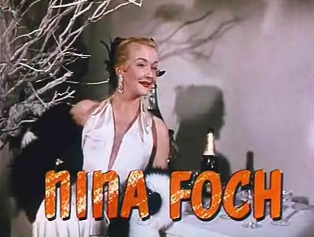
Nina Foch
20 april

- 3 - Marlon Brando, Amerikaans acteur (overleden 2004)
- 3 - Henk Schultink, Nederlands hoogleraar taalwetenschap (overleden 2017)
- 4 - Hugo Byttebier, Belgisch-Argentijns auteur en verzamelaar (overleden 2004)
- 4 - Alphons Castermans, Nederlands hulpbisschop (overleden 2008)
- 7 - Johannes Mario Simmel, Oostenrijks auteur (overleden 2009)
- 7 - Harry Touw, Nederlands komiek (overleden 1994)
- 7 - Jan Willem Wegstapel, Nederlands politicus en bestuurder (overleden 2020)
- 8 - Günter Pfitzmann, Duits acteur en cabaretier (overleden 2003)
- 10 - Lee Bergere, Amerikaans acteur (overleden 2007)
- 12 - Raymond Barre, Frans politicus en econoom (overleden 2007)
- 13 - Stanley Donen, Amerikaans filmregisseur, choreograaf en danser (overleden 2019)
- 15 - Lieuwe Steiger, Nederlands international en doelman van PSV (overleden 2006)
- 16 - Henry Mancini, Amerikaans componist van filmmuziek (overleden 1994)
- 18 - Piet Spel, Nederlands voetballer (overleden 2007)
- 18 - Anna Van Marcke, Belgisch kanovaarster (overleden 2012)
- 20 - Nina Foch, Nederlands-Amerikaans actrice (overleden 2008)
- 20 - Leslie Phillips, Brits acteur (overleden 2022)
- 21 - Claude Lefort, Frans filosoof en activist (overleden 2010)
- 22 - Thorbjørn Svenssen, Noors voetballer (overleden 2011)
- 23 - Ruth Leuwerik, Duits actrice (overleden 2016)
- 23 - Margit Sandemo, Noors-Zweeds schrijfster (overleden 2018)
- 24 - Clement Freud, Brits schrijver en politicus (overleden 2009)
- 25 - Erzsébet Szőnyi, Hongaars componiste (overleden 2019)
- 26 - Wisse Dekker, Nederlands ondernemer (overleden 2012)
- 27 - Phil Solomon, Brits impresario en zakenman (overleden 2011)
- 28 - Kenneth Kaunda, Zambiaans staatsman (overleden 2021)
- 29 - Zizi Jeanmaire, Frans danseres, zangeres en actrice (overleden 2020)

### mei

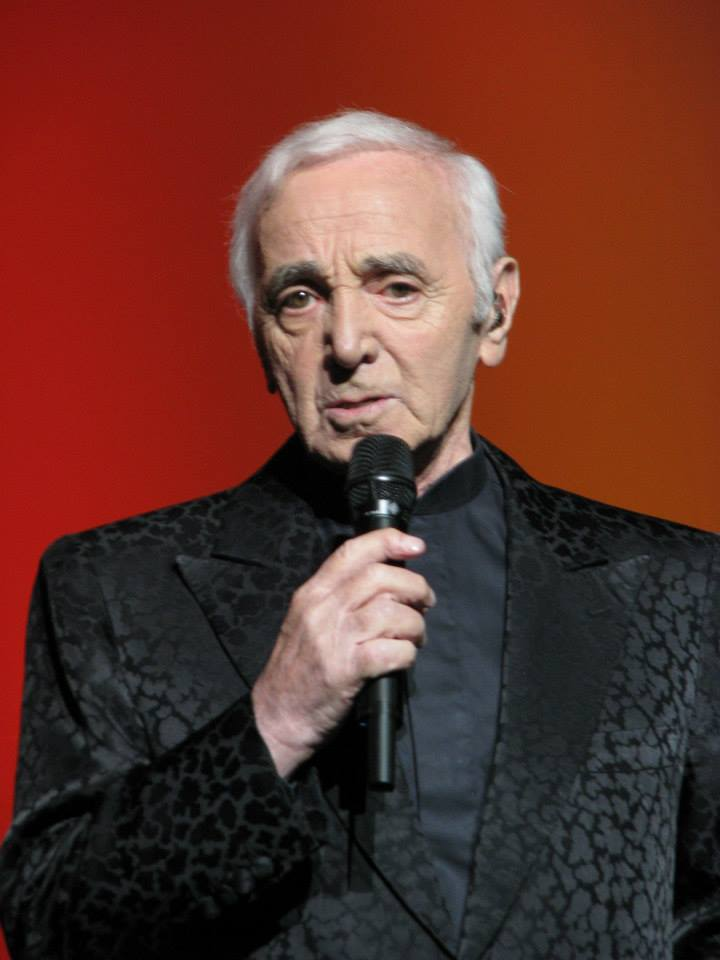
Charles Aznavour
22 mei

- 1 - Grégoire Kayibanda, Rwandees president (overleden 1976)
- 2 - Theodore Bikel, Oostenrijks/Brits/Amerikaans acteur en zanger (overleden 2015)
- 2 - Aafje Heynis, Nederlands altzangeres (overleden 2015)
- 2 - James Holmes, Amerikaans-Nederlands dichter en vertaler (overleden 1986)
- 2 - Jan Pelleboer, Nederlands weerman (overleden 1992)
- 3 - Tom O'Horgan, Amerikaans theaterregisseur (overleden 2009)
- 3 - Isadore Singer, Amerikaans wiskundige (overleden 2021)
- 4 - Tatjana Nikolajeva, Russisch pianiste, componiste en muziekdocente (overleden 1993)
- 5 - Theo Olof, Duits-Nederlands violist (overleden 2012)
- 6 - Patricia Kennedy Lawford, Amerikaans bekendheid (overleden 2006)
- 8 - Dien Cornelissen, Nederlands politica (overleden 2015)
- 8 - Gerda Weissmann Klein, Pools- Amerikaans schrijfster en mensenrechtenactiviste (overleden 2022)
- 9 - Diet Kloos-Barendregt, Nederlands zangeres en verzetsstrijder (overleden 2015)
- 11 - Eugene Dynkin, Russisch wiskundige (overleden 2014)
- 11 - Antony Hewish, Brits radioastronoom en Nobelprijswinnaar (overleden 2021)
- 11 - Jackie Milburn, Engels voetballer (overleden 1988)
- 11 - Luděk Pachman, Tsjechisch schaker (overleden 2003)
- 13 - Concetto Lo Bello, Italiaans voetbalscheidsrechter (overleden 1991)
- 15 - Jan Kerkhofs, Belgisch jezuïet en godsdienstsocioloog (overleden 2015)
- 16 - Joseph Margolis, Amerikaans filosoof (overleden 2021)
- 16 - William Smith, Amerikaans zwemmer (overleden 2013)
- 17 - Othón Salazar, Mexicaans onderwijzer, activist en politicus (overleden 2008)
- 18 - Ligaya Perez, Filipijns schrijfster
- 18 - Priscilla Pointer, Amerikaans actrice (overleden 2025)
- 20 - Albert Buunk, Nederlands burgemeester (overleden 2025)
- 20 - Valère Quaghebeur, Belgisch politicus (overleden 2012)
- 21 - Marie Adelheid van Luxemburg, prinses van Luxemburg en gravin van Donnersmarck (overleden 2008)
- 22 - Charles Aznavour, Frans zanger (overleden 2018)
- 23 - Karlheinz Deschner, Duits letterkundige, schrijver, literatuurcriticus, kerkhistoricus en godsdienstcriticus (overleden 2014)
- 25 - Marshall Allen, Amerikaans muzikant (freejazz en avant-garde)
- 31 - Gisela May, Duits actrice en zangeres (overleden 2016)
- 31 - Johnny Roberts, Amerikaans autocoureur (overleden 1965)

### juni

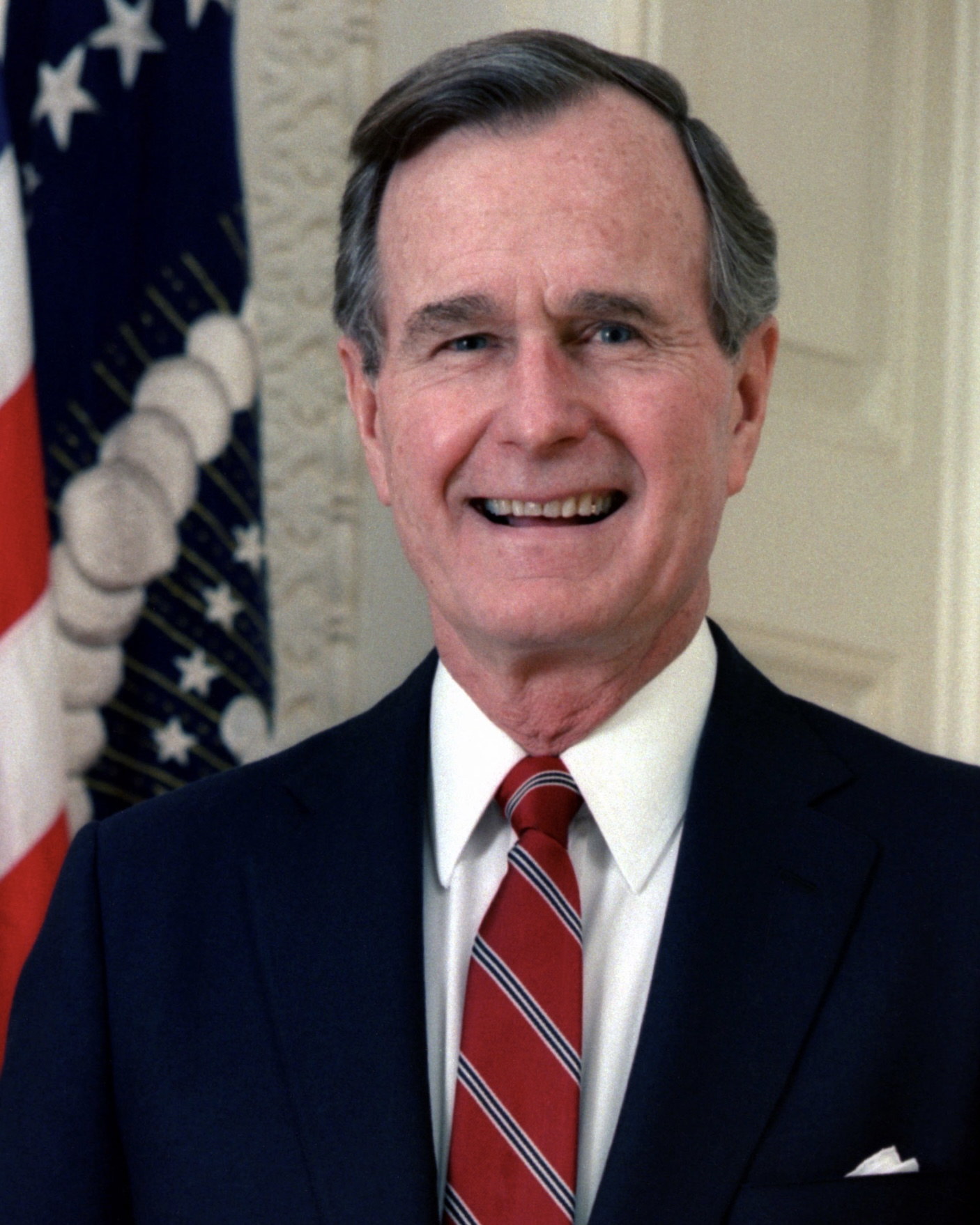
George H.W. Bush
12 juni

- 1 - Ward De Ravet, Belgisch acteur (overleden 2013)
- 3 - Torsten Wiesel, Zweeds neuroloog en Nobelprijswinnaar
- 4 - Dennis Weaver, Amerikaans acteur (overleden 2006)
- 6 - Serge Nigg, Frans toondichter (overleden 2008)
- 9 - Peter Heatly, Schots schoonspringer (overleden 2015)
- 12 - George H.W. Bush, 41e president van de Verenigde Staten (overleden 2018)
- 15 - Rosa Merckx, Belgisch brouwmeester en ondernemer (overleden 2023)
- 17 - Wiebe Draijer, Nederlands hoogleraar en politicus (overleden 2007)
- 18 - Mat Mathews, Nederlands jazz-accordeonist (overleden 2009)
- 19 - Faith Domergue, Amerikaans actrice (overleden 1999)
- 19 - Raymond Noorda, Amerikaans topman (overleden 2006)
- 19 - Sybren Polet, Nederlands schrijver en dichter (overleden 2015)
- 20 - Rainer Barzel, Duits politicus voor de CDU (overleden 2006)
- 20 - Norberto Höfling, Roemeens voetballer en voetbaltrainer (overleden 2005)
- 21 - Wally Fawkes, Brits-Canadees jazzmuzikant (overleden 2023)
- 21 - Ernst Zacharias, Duits musicus en ingenieur (overleden 2020)
- 24 - Kurt Furgler, Zwitsers politicus (overleden 2008)
- 27 - Efua Sutherland, Ghanees toneelschrijfster (overleden 1996)
- 27 - Herbert Weiz, minister voor wetenschap en techniek en plaatsvervangend voorzitter van de ministerraad van de DDR (overleden 2023)
- 28 - Lloyd LaBeach, Panamees atleet (overleden 1999)
- 28 - Henk van Stipriaan, Nederlands journalist en presentator (overleden 1989)
- 30 - Isidoor Van de Wiele, Belgisch atleet (overleden 2010)

### juli

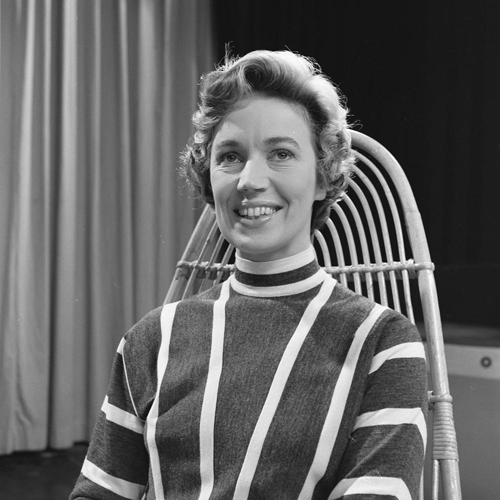
Hannie Lips
16 juli

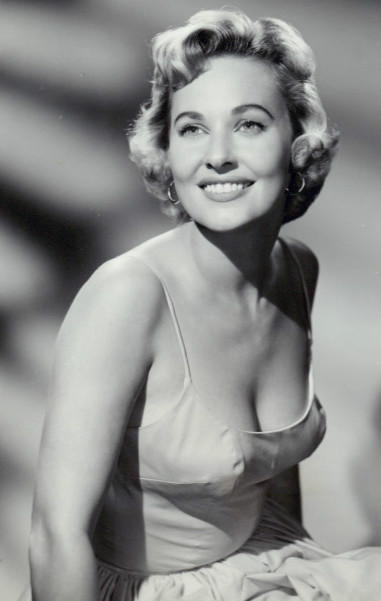
Lola Albright
20 juli

- 1 - Tiete Damsté-Terpstra, Nederlands logopedist (overleden 2020)
- 2 - Pieter Bogaers, Nederlands politicus (overleden 2008)
- 4 - Eva Marie Saint, Amerikaans actrice
- 5 - Edward Idris Cassidy, Australisch geestelijke en kardinaal van de katholieke kerk (overleden 2021)
- 5 - Vera van Hasselt, Nederlands beeldend kunstenares (overleden 2014)
- 7 - Marcel Vandewattyne, Belgisch atleet (overleden 2009)
- 8 - Johnnie Johnson, Amerikaans bluespianist (overleden 2005)
- 8 - Anton Schwarzkopf, Duits bouwer van attracties (overleden 2001)
- 9 - Julio Musimessi, Argentijns voetballer (overleden 1997)
- 11 - Stan Poppe, Nederlands politicus (overleden 2000)
- 11 - Alberto Uria, Uruguayaans autocoureur (overleden 1988)
- 13 - Jules Gales, Luxemburgs voetballer (overleden 1988)
- 13 - Alejandro Roces, Filipijns schrijver en minister (overleden 2011)
- 14 - Val Avery, Amerikaans acteur (overleden 2009)
- 14 - James Whyte Black, Schots farmacoloog en Nobelprijswinnaar (overleden 2010)
- 15 - David Cox, Brits statisticus (overleden 2022)
- 16 - Hannie Lips, Nederlands televisieomroepster (overleden 2012)
- 17 - Gerrit Blaauw, Nederlands natuurkundige en informaticus (overleden 2018)
- 18 - Hercules Bellville, Amerikaans filmproducent (overleden 2009)
- 19 - Pat Hingle, Amerikaans acteur (overleden 2009)
- 19 - Nora Ricci, Italiaans actrice (overleden 1976)
- 19 - Paco Ignacio Taibo I, Mexicaans schrijver en journalist (overleden 2008)
- 20 - Lola Albright, Amerikaans actrice (overleden 2017)
- 20 - Hans Lodeizen, Nederlands dichter (overleden 1950)
- 21 - Don Knotts, Amerikaans televisieacteur (overleden 2006)
- 21 - Jerzy Łukaszewski, Pools-Belgisch hoogleraar en diplomaat (overleden 2020)
- 23 - Bert Klei, Nederlands journalist en columnist (overleden 2008)
- 23 - Sabine Weiss, Zwitsers-Frans fotografe (overleden 2021)
- 24 - Otar Taktakisjvili, Georgisch componist (overleden 1989)
- 24 - Cock van der Tuijn, Nederlands voetballer (overleden 1974)
- 25 - Irina van Goeree, Vlaams schrijfster en psychologe (overleden 2020)
- 25 - Alice Toen, Belgisch actrice
- 26 - Louie Bellson, Amerikaans jazzdrummer (overleden 2009)
- 28 - Luigi Musso, Italiaans autocoureur (overleden 1958)
- 31 - Abraham Yakin, Israëlisch beeldend kunstenaar (overleden 2020)

### augustus

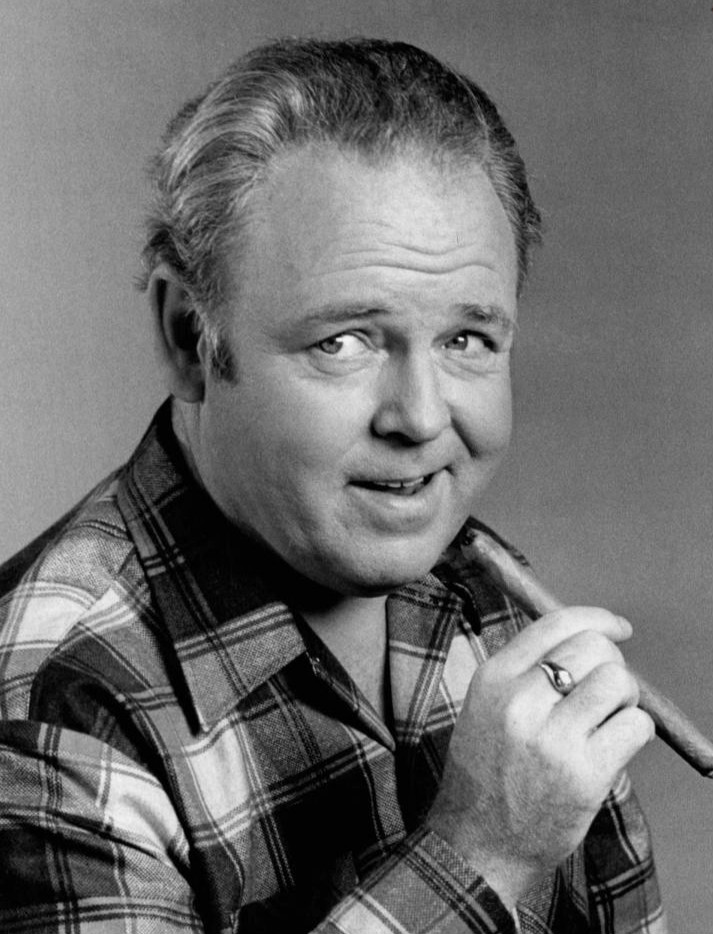
Carroll O'Connor
2 augustus

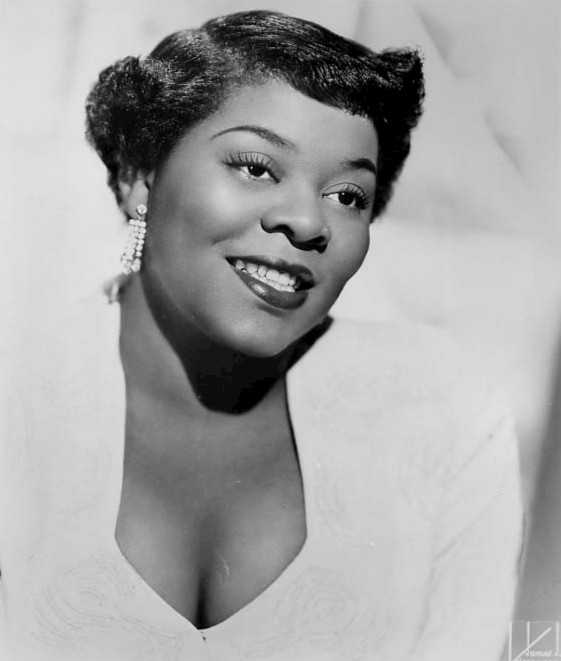
Dinah Washington
29 augustus

- 1 - Abdoellah bin Abdoel Aziz al-Saoed, koning van Saoedi-Arabië (overleden 2015)
- 1 - Georges Charpak, Pools-Frans natuurkundige en Nobelprijswinnaar (overleden 2010)
- 2 - Carroll O'Connor, Amerikaans acteur (overleden 2001)
- 3 - Max van der Stoel, Nederlands politicus (PvdA) en minister (overleden 2011)
- 4 - Raymonde Serverius, Belgisch sopraan (overleden 2006)
- 8 - Gene Deitch, Amerikaans-Tsjechisch animator en regisseur (overleden 2020)
- 9 - Marcel Van der Aa, Belgisch politicus (overleden 2002)
- 10 - Jean-François Lyotard, Frans filosoof (overleden 1998)
- 13 - Serafim Fernandes de Araújo, Braziliaans kardinaal (overleden 2019)
- 13 - Chris van der Klaauw, Nederlands minister en diplomaat (overleden 2005)
- 13 - Willem Wittkampf, Nederlands journalist (overleden 1992)
- 14 - Sverre Fehn, Noors architect (overleden 2009)
- 14 - Wim Kersten, Nederlands singer-songwriter en componist (De Twee Pinten) (overleden 2001)
- 14 - Georges Prêtre, Frans dirigent (overleden 2017)
- 14 - Oswald Van Ooteghem, Belgisch politicus (Volksunie) (overleden 2022)
- 15 - Frans Feremans, Belgisch atleet en wielrenner (overleden 2007)
- 15 - Petrus Kastenman, Zweeds ruiter (overleden 2013)
- 15 - Jean Mauriac, Frans schrijver en journalist (overleden 2020)
- 16 - Ralf Bendix, Duits zanger (overleden 2014)
- 17 - Stanley Jaki, Hongaars rooms-katholiek geestelijke en fysicus (overleden 2009)
- 20 - Boebi van Meegeren, Nederlands tennisser (overleden 2017)
- 21 - Jules Ancion, Nederlands hockeyer en hockeycoach (overleden 2011)
- 21 - Arthur Janov, Amerikaans psycholoog (primaltherapie) (overleden 2017)
- 22 - Sinforiano García, Paraguayaans voetballer (overleden 1992)
- 22 - Andimba Toivo ya Toivo, Namibisch politicus (overleden 2017)
- 23 - Ephraim Kishon, Israëlisch satiricus, journalist, schrijver en filmregisseur (overleden 2005)
- 23 - Robert Solow, Amerikaans econoom en Nobelprijswinnaar (overleden 2023)
- 25 - Gerardo Roxas, Filipijns politicus (overleden 1982)
- 26 - Olle Gunneriusson, Zweeds biatleet (overleden 1982)
- 27 - Fernando Zóbel de Ayala, Filipijns kunstschilder en -verzamelaar (overleden 1984)
- 28 - Jimmy Daywalt, Amerikaans Formule 1-coureur (overleden 2015)
- 28 - Janet Frame, Nieuw-Zeelands schrijver (overleden 2004)
- 29 - Consuelo Velázquez, Mexicaans componiste (overleden 2005)
- 29 - Dinah Washington, Amerikaans zangeres (overleden 1963)
- 31 - Nicole Saeys, Belgisch atlete (overleden 2021)
- 31 - George Sewell, Engels acteur (overleden 2007)

### september
- 2 - Daniel arap Moi, Keniaans politicus (overleden 2020)
- 5 - Nick Carter, Nieuw-Zeelands wielrenner (overleden 2003)
- 8 - Grace Metalious, Amerikaans schrijfster (overleden 1964)
- 9 - Sylvia Miles, Amerikaans actrice (overleden 2019)
- 9 - Rik Van Steenbergen, Belgisch wielrenner (overleden 2003)
- 10 - Dermot Walsh, Iers acteur (overleden 2002)
- 10 - Putte Wickman, Zweeds jazz klarinetspeler (overleden 2006)
- 11 - José Behra, Frans autocoureur (overleden 1997)
- 12 - Gust Van Brussel, Vlaams auteur (overleden 2015)
- 14 - Jaap van de Merwe, Nederlands cabaretier en journalist (overleden 1989)
- 14 - Wim Polak, Nederlands PvdA-politicus (overleden 1999)
- 15 - Lubertus Jacobus Swaanswijk alias Lucebert, Nederlands schilder, dichter, tekenaar en lithograaf (overleden 1994)
- 16 - Lauren Bacall, Amerikaans actrice (overleden 2014)
- 16 - Janus van der Zande, Nederlands atleet (overleden 2016)
- 19 - Genaro Magsaysay, Filipijns senator (overleden 1978)
- 19 - Nena Saguil, Filipijns kunstschilder (overleden 1994)
- 22 - Bernard Gauthier, Frans wielrenner (overleden 2018)
- 22 - Sieto Hoving, Nederlands cabaretier (overleden 2016)
- 22 - Rosamunde Pilcher, Brits schrijfster (overleden 2019)
- 22 - Teun Tolman, Nederlands veefokker en politicus (overleden 2007)
- 22 - Emile Wijntuin, Surinaams politicus (overleden 2020)
- 24 - Nina Botsjarova, Russisch (Oekraïens) turnster (overleden 2020)
- 24 - Lee Dorsey, Amerikaans pop- en R&B-zanger (overleden 1986)
- 27 - André Kamperveen, Surinaams politicus en zakenman (overleden 1982)
- 27 - Josef Škvorecký, Tsjechisch-Canadees schrijver, dichter, vertaler en uitgever (overleden 2012)
- 28 - Russ Congdon, Amerikaans autocoureur (overleden 1998)

### oktober
- 1 - Jimmy Carter, 39e president van de Verenigde Staten (overleden 2024)
- 1 - William Rehnquist, Amerikaans opperrechter (overleden 2005)
- 2 - Gilbert Simondon, Frans filosoof (overleden 1989)
- 2 - Tapan Sinha, Indisch filmregisseur (overleden 2009)
- 5 - Olga Gyarmati, Hongaars atlete (overleden 2013)
- 8 - Alphons Egli, Zwitsers politicus (overleden 2016)
- 8 - Aloísio Lorscheider, Braziliaans theoloog, (aarts)bisschop, kardinaal en (mensenrechten)activist (overleden 2007)
- 8 - Zwarte Riek (Rika Jansen), Nederlands zangeres (overleden 2016)
- 11 - Isagani Cruz, Filipijns rechter (overleden 2013)
- 11 - Mal Whitfield, Amerikaans atleet (overleden 2015)
- 13 - Durk van der Mei, Nederlands politicus (overleden 2018)
- 18 - Egil Hovland, Noors componist en organist (overleden 2013)
- 19 - Lubomír Štrougal, Tsjechisch politicus (overleden 2023)
- 20 - Albino Friaça Cardoso, Braziliaans voetballer (overleden 2009)
- 20 - Boebi van Meegeren, Nederlands tennisser (overleden 2017)
- 21 - Celia de la Caridad Cruz Alfonso, salsa-zangeres (overleden 2003)
- 22 - Shigeru Oda, Japans oceaanrechtgeleerde en rechter
- 22 - Babs van Wely, Nederlands illustratrice (overleden 2007)
- 23 - Théo Mathy, Waals sportjournalist en televisiepresentator (overleden 2007)
- 24 - Piet Roozenburg, Nederlands dammer (overleden 2003)
- 25 - Earl Palmer, Amerikaans drummer (overleden 2008)

### november
- 1 - Süleyman Demirel, Turks premier (overleden 2015)
- 2 - Gré de Jongh, Nederlands atlete (overleden 2002)
- 2 - Leo Martin, Belgisch komiek (Gaston en Leo) (overleden 1993)
- 5 - John Doms, Belgisch atleet (overleden 2013)
- 6 - William Auld, Schots dichter in het Esperanto (overleden 2006)
- 6 - Bertus de Rijk, Nederlands hoogleraar Middeleeuwse wijsbegeerte en senator (overleden 2012)
- 8 - Philippe Roberts-Jones, Belgisch kunsthistoricus, dichter, schrijver en conservator (overleden 2016)
- 9 - Robert Frank, Amerikaans fotograaf en cineast (overleden 2019)
- 11 - Harry Kuitert, Nederlands gereformeerd theoloog (overleden 2017)
- 12 - Hans Bayens, Nederlands beeldhouwer, schilder en boekbandontwerper (overleden 2003)
- 14 - J.J. Peereboom, Nederlands schrijver en journalist (overleden 2010)
- 14 - Rolf Schimpf, Duits acteur (overleden 2025)
- 15 - Olga Lowina, Nederlands (jodel)zangeres (overleden 1994)
- 16 - Bram Leeuwenhoek, Nederlands atleet en olympisch bestuurder (overleden 2002)
- 16 - Mel Patton, Amerikaans atleet (overleden 2014)
- 17 - Luc Lutz, Nederlands acteur (overleden 2001)
- 19 - Edward Mutesa II, Oegandees president (overleden 1969)
- 20 - Benoît Mandelbrot, Pools-Frans wiskundige (overleden 2010)
- 20 - Henk Vredeling, Nederlands verzetsstrijder, landbouwkundige en politicus (overleden 2007)
- 21 - Joseph Campanella, Amerikaans acteur (overleden 2018)
- 21 - Christopher Tolkien, Brits schrijver (overleden 2020)
- 22 - Hans van Nauta Lemke, Nederlands elektrotechnisch ingenieur en universiteitsbestuurder (overleden 2021)
- 23 - Anita Linda, Filipijns actrice (overleden 2020)
- 24 - Shirley Chisholm, Amerikaans federaal parlementslid, de eerste van vrouwelijk Afrikaans-Amerikaanse herkomst (overleden 2005)
- 25 - Paul Desmond, Amerikaans jazzsaxofonist en -componist (overleden 1977)
- 25 - Ante Marković, Kroatisch politicus (overleden 2011)
- 25 - Raghunandan Pathak, Indiaas rechter (overleden 2007)
- 27 - Gaston Compère, Waals-Belgisch filoloog, (toneel)schrijver, essayist en dichter (overleden 2008)
- 28 - Kees Otten, Nederlands blokfluitspeler (overleden 2008)
- 29 - Ed van Teeseling, Nijmeegs beeldhouwer (overleden 2008)

### december

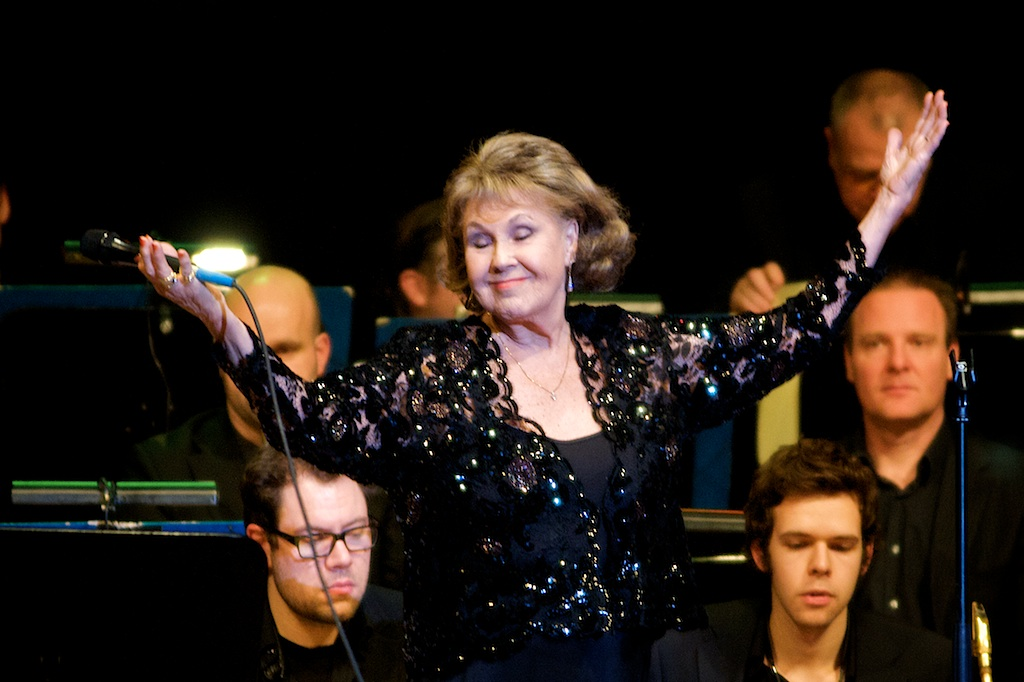
Rita Reys
21 december

- 1 - Eino Uusitalo, Fins politicus (overleden 2015)
- 2 - Alexander Haig, Amerikaans militair en politicus (overleden 2010)
- 3 - John Backus, Amerikaans informaticus (overleden 2007)
- 3 - Wiel Coerver, Nederlands voetballer en voetbaltrainer (overleden 2011)
- 3 - F. Sionil José, Filipijns schrijver (overleden 2022)
- 3 - Roberto Mieres, Argentijns autocoureur (overleden 2012)
- 3 - Edwin Salpeter, Oostenrijks-Amerikaans astrofysicus (overleden 2008)
- 3 - John Winter, Australisch atleet (overleden 2007)
- 5 - Nek Chand, Indiaas architect en stedenbouwkundige (overleden 2015)
- 6 - Susanna Foster, Amerikaans actrice (overleden 2009)
- 7 - John Love, Zimbabwaans autocoureur (overleden 2005)
- 7 - Mário Soares, Portugees socialistisch politicus (overleden 2017)
- 8 - Ad Hazewinkel, Nederlands journalist en nieuwslezer (overleden 1994)
- 8 - María Esther Zuno, Mexicaans presidentsvrouw (overleden 1999)
- 9 - Olga Oderkerk, Nederlands keramiste (overleden 1987)
- 10 - Ken Albers, Amerikaans zanger (overleden 2007)
- 11 - André Boerstra, Nederlands hockeyer (overleden 2016)
- 11 - Giovanni Saldarini, Italiaans kardinaal-aartsbisschop van Turijn (overleden 2011)
- 11 - Heinz Schenk, Duits presentator en acteur (overleden 2014)
- 12 - Ed Koch, Amerikaans burgemeester (overleden 2013)
- 14 - Siiri Rantanen, Fins langlaufster (overleden 2023)
- 14 - Marge Redmond, Amerikaans actrice (overleden 2020)
- 15 - Esther Bejarano, Duits zangeres en holocaustoverlevende (overleden 2021)
- 15 - Ruhi Sarıalp, Turks atleet (overleden 2001)
- 15 - Dolf Toussaint, Nederlands fotograaf (overleden 2017)
- 18 - Meg de Jongh, Nederlands voetballer en voetbaltrainer, atleet en ijshockeyer (overleden 2003)
- 19 - Cicely Tyson, Amerikaans actrice (overleden 2021)
- 19 - Huub van Heiningen, Nederlands journalist en streekhistoricus (overleden 2018)
- 19 - Michel Tournier, Frans schrijver en essayist (overleden 2016)
- 20 - Harriet Laurey, Nederlands kinderboekenschrijfster en dichteres (overleden 2004)
- 20 - Friederike Mayröcker, Oostenrijks dichteres (overleden 2021)
- 21 - Christy O'Connor sr., Iers golfspeler (overleden 2016)
- 21 - Rita Reys, Nederlands jazzzangeres (overleden 2013)
- 23 - Jacques Hogewoning, Nederlands jurist en sportbestuurder (overleden 2005)
- 23 - Marcel Plasman, Belgisch politicus en burgemeester (overleden 2020)
- 24 - Hassan El Glaoui, Marokkaans kunstschilder (overleden 2018)
- 24 - Mohammed Rafi, Indiaas zanger (overleden 1980)
- 25 - Atal Bihari Vajpayee, Indiaas staatsman (overleden 2018)
- 26 - Charles Deckers, Belgisch witte pater en martelaar (overleden 1994)
- 27 - Jan Tullemans, Nederlands kunstschilder (overleden 2011)
- 28 - Milton Obote, Oegandees president (overleden 2005)

### datum onbekend
- Hanny van den Horst, Nederlands journaliste (overleden 2008)
- Marzieh, Perzisch zangeres (overleden 2010)
- Elizaphan Ntakirutimana, Rwandees dominee van de zevendedagsadventisten (overleden 2007)
- Lily de Vos, Nederlands zangeres (overleden 2021)

## Overleden
januari
- 3 - Felipe Carrillo Puerto (51), Mexicaans revolutionair
- 21 - Vladimir Iljitsj Oeljanov alias Lenin (53), Russisch revolutionair, eerste leider van de Sovjet-Unie

februari
- 3 - Woodrow Wilson (67), 28ste president van de Verenigde Staten
- 13 - Frits van Tuyll van Serooskerken (72), Nederlands sportbestuurder
- 29 - Willem Levinus Penning (83), Nederlands dichter

maart
- 1 - Louise van België (66), prinses van België
- 8 - Ernst Greven (38), Nederlands atleet
- 8 - Eduard Mulder (91), Nederlands scheikundige
- 18 - Marie Cazin (79), Frans kunstschilder en beeldhouwster
- 28 - Jozef Sebastiaan Pelczar (82), Pools geestelijke en heilige
- 29 - Charles Villiers Stanford (71), Engels componist

april
- 1 - Stanley Rowley (47), Australisch atleet
- 4 - Arnold Pick (72), Duits neuroloog en psychiater
- 14 - Louis Sullivan (67), Amerikaans architect
- 21 - Eleonora Duse (62), Italiaans toneelspeelster

mei
- 6 - Carel Steven Adama van Scheltema (47), Nederlands socialistisch dichter

juni
- 3 - Franz Kafka (40), Duitstalig joods schrijver
- 10 - Edward Poppe (33), Vlaamse priester en zalige
- 11 - Jhr. A. F. de Savornin Lohman (87), Nederlands staatsman
- 30 - Jacob Israël de Haan (42), Nederlands schrijver en dichter

juli
- 6 - Anton Kerssemakers (77), Nederlands kunstschilder
- 8 - Benjamin Lamme (60), Amerikaans elektrotechnicus
- 11 - Joannes Benedictus van Heutsz (73), Nederlands generaal en Gouverneur-Generaal van Nederlands-Indië
- 19 - Kingsley Fairbridge (38), welzijnswerker in West-Australië
- 26 - Manuel Araullo (71), opperrechter van het hooggerechtshof van de Filipijnen

augustus
- 27 - William Bayliss (64), Engels fysioloog

september
- 10 - Eva May (22), Oostenrijks actrice
- 16 - Jan Hemsing (53), Nederlands pianist en zanger
- 18 - Lambertus Johannes Rietberg (54), Nederlands jurist
- 26 - Maurice De Booser (36), Belgisch atleet

oktober
- 12 - Anatole France (80), Franse schrijver en Nobelprijswinnaar

november
- 2 - Kai Nielsen (41), Deens beeldhouwer
- 4 - Gabriel Fauré (79), Frans componist
- 6 - Janus Ooms (58), Nederlands roeier
- 17 - Eugène Simon (76), Frans arachnoloog
- 20 - Hippoliet Meert (59), Vlaams academicus, activist, publicist en taalpurist
- 21 - Florence Harding (64), first lady (echtgenote van Amerikaans president Warren G. Harding)
- 22 - Herman Heijermans (59), Nederlands schrijver
- 29 - Giacomo Puccini (65), Italiaans componist

december
- 3 - Célestin Demblon (65), Belgisch politicus
- 9 - Bernard Zweers (70), Nederlands componist

datum onbekend
- Friedrich Fleiter (87-88), orgelbouwer

## Weerextremen in België
- 7 augustus: 87 mm neerslag in Gors-Op-Leeuw (Borgloon).
- 1 november: 104 mm in 5 dagen neerslag in Ath.

Bron: KMI Gegevens Ukkel 1901-2003  met aanvullingen 